# Káptalanfalva
Káptalanfalva (szerbül Бусење / Busenje, németül Kaptalan) település Szerbiában, a Vajdaságban, a Közép-bánsági körzetben, Torontálszécsány községben.

## Története
1910-ben 267 lakosából 155 német és 112 magyar volt.
A trianoni békeszerződésig Torontál vármegye Módosi járásához tartozott.
Az első vert falú kápolnát a hívek építették 1887-ben: egy része volt iskola, egy része pedig maga a kápolna  önálló toronnyal. 1999-ben ismeretlen tettesek bombával súlyosan megrongálták. 2002-ben felépült a jelenlegi templom.

## Jegyzetek

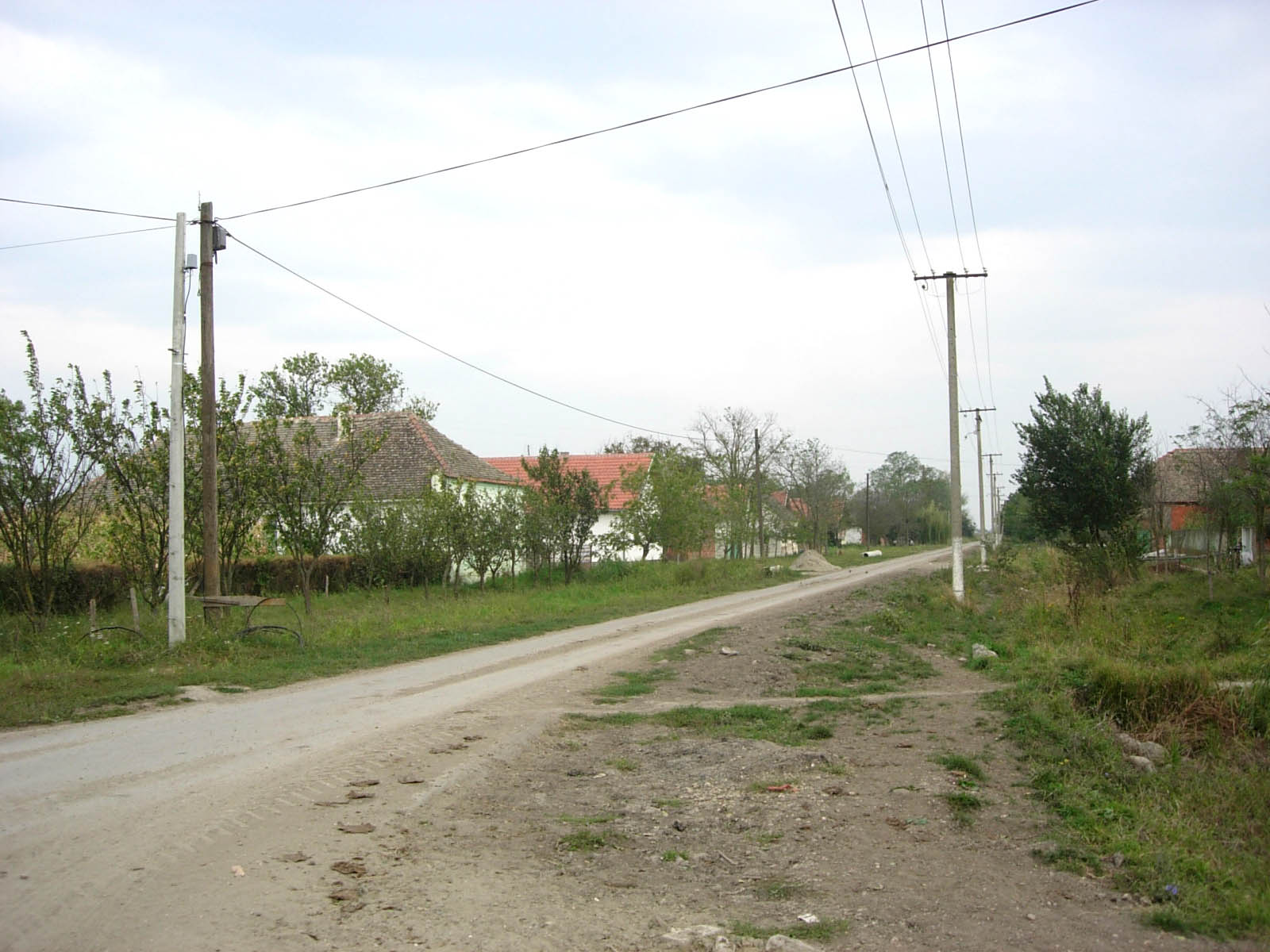
Káptalanfalva - Káptalanfalvi utcarészlet; itt létezik csak két utca: Petőfi Sándor és Žarko Zrenjanin.

## Népesség

### Demográfiai változások
| 1948 | 1953 | 1961 | 1971 | 1981 | 1991 | 2002 | 2011 |
| ---- | ---- | ---- | ---- | ---- | ---- | ---- | ---- |
| 229  | 240  | 224  | 185  | 141  | 119  | 94   | 63   |

## Külső hivatkozások
- Káptalafalva története Archiválva 2020. április 24-i dátummal a Wayback Machine-ben